# Major League Baseball 2021
La stagione 2021 della Major League Baseball si è aperta il 1º aprile ed è terminata il 3 ottobre 2021. Il post stagione ha avuto inizio il 5 ottobre ed è terminato il 2 novembre con gara 6 delle World Series in cui gli Atlanta Braves hanno battuto gli Houston Astros per 4-2, laureandosi campioni.
Il 91º All-Star Game è stato disputato il 13 luglio. Originariamente programmato al Truist Park di Atlanta, Georgia, l'evento è stato spostato per protesta al Coors Field di Denver su decisione della MLB, dopo l'approvazione della legge SB 202 dello stato della Georgia che limita, secondo la MLB, i diritti di voto ai residenti.
È stata l'ultima stagione dei Cleveland Indians utilizzando tale denominazione, dopo anni di controversie sul nome giudicato da alcuni offensivo nei confronti dei nativi americani.

## Modifiche alle regole
Il 9 febbraio, la MLB, in accordo con la MLBPA, ha annunciato delle modifiche alle regole che sono state introdotte in questa stagione:
- Quando due squadre si affrontano due volte nella stessa giornata, vengono giocate partite da sette inning, invece dei soliti nove;[6]
- Per gli inning successivi al nono, la squadra in attacco ha un giocatore in seconda base all'inizio di ogni semi inning.[6]

## Pubblico
A causa delle restrizioni di spostamento in vigore sui confini tra Stati Uniti e Canada, I Toronto Blue Jays hanno giocato le prime partite della stagione al TD Ballpark a Dunedin, Florida.
La maggior parte delle franchige ha annunciato l'apertura limitata degli stadi al pubblico; l'11 marzo i Texas Rangers hanno annunciato l'apertura completa del Globe Life Field, prevedendo il mantenimento del distanziamento tra gli spettatori e l'obbligo di indossare mascherine.

## Stagione regolare

### American League
East Division
| Squadra           | Vittorie | Sconfitte | Perc. | GB |
| ----------------- | -------- | --------- | ----- | -- |
| Tampa Bay Rays    | 100      | 62        | .617  | —  |
| Boston Red Sox    | 92       | 70        | .568  | 8  |
| New York Yankees  | 92       | 70        | .568  | 8  |
| Toronto Blue Jays | 91       | 71        | .562  | 9  |
| Baltimore Orioles | 52       | 110       | .321  | 48 |

Central Division
| Squadra            | Vittorie | Sconfitte | Perc. | GB |
| ------------------ | -------- | --------- | ----- | -- |
| Chicago White Sox  | 93       | 69        | .574  | —  |
| Cleveland Indians  | 80       | 82        | .494  | 13 |
| Detroit Tigers     | 77       | 85        | .475  | 16 |
| Kansas City Royals | 74       | 88        | .457  | 19 |
| Minnesota Twins    | 73       | 89        | .451  | 20 |

West Division
| Squadra            | Vittorie | Sconfitte | Perc. | GB |
| ------------------ | -------- | --------- | ----- | -- |
| Houston Astros     | 95       | 67        | .586  | —  |
| Seattle Mariners   | 90       | 72        | .556  | 5  |
| Oakland Athletics  | 86       | 76        | .531  | 9  |
| Los Angeles Angels | 77       | 85        | .475  | 18 |
| Texas Rangers      | 60       | 102       | .370  | 35 |

1. 1 2 3  Vincitore division
2. 1 2  Wildcard

### National League
East Division
| Squadra               | Vittorie | Sconfitte | Perc. | GB   |
| --------------------- | -------- | --------- | ----- | ---- |
| Atlanta Braves        | 88       | 73        | .547  | —    |
| Philadelphia Phillies | 82       | 80        | .506  | 6.5  |
| New York Mets         | 77       | 85        | .475  | 11.5 |
| Miami Marlins         | 67       | 95        | .414  | 21.5 |
| Washington Nationals  | 65       | 97        | .401  | 23.5 |

Central Division
| Squadra             | Vittorie | Sconfitte | Perc. | GB |
| ------------------- | -------- | --------- | ----- | -- |
| Milwaukee Brewers   | 95       | 67        | .586  | —  |
| St. Louis Cardinals | 90       | 72        | .556  | 5  |
| Cincinnati Reds     | 83       | 79        | .512  | 12 |
| Chicago Cubs        | 71       | 91        | .438  | 24 |
| Pittsburgh Pirates  | 61       | 101       | .377  | 34 |

West Division
| Squadra              | Vittorie | Sconfitte | Perc. | GB   |
| -------------------- | -------- | --------- | ----- | ---- |
| San Francisco Giants | 107      | 55        | .660  | —    |
| Los Angeles Dodgers  | 106      | 56        | .654  | 1    |
| San Diego Padres     | 79       | 83        | .488  | 28   |
| Colorado Rockies     | 74       | 87        | .460  | 32.5 |
| Arizona Diamondbacks | 52       | 110       | .321  | 55   |

1. 1 2 3  Vincitore division
2. 1 2  Wildcard

### All-Star Game
L'All-Star Game si è svolto il 13 luglio al Coors Field di Denver e ha visto la vittoria dell'American League All-Stars per 5-2.

#### All-Star Game MVP
- Vladimir Guerrero Jr.

## Post season

### Tabellone
|  | Wild Card Games | Wild Card Games     | Wild Card Games |  |   | Division Series | Division Series      | Division Series   |                 |   | League Championship Series | League Championship Series | League Championship Series |  |  | World Series | World Series   | World Series |
|  |                 |                     |                 |  |   |                 |                      |                   |                 |   |                            |                            |                            |  |  |              |                |              |
|  |                 |                     |                 |  |   | 1               | Tampa Bay Rays       | 1                 |                 |   |                            |                            |                            |  |  |              |                |              |
|  | 4               | Boston Red Sox      | 1               |  |   | 4               | Boston Red Sox       | 3                 |                 |   |                            |                            |                            |  |  |              |                |              |
|  | 4               | Boston Red Sox      | 1               |  | 4 | 4               | Boston Red Sox       | 3                 | Boston Red Sox  | 2 |                            |                            |                            |  |  |              |                |              |
|  | 5               | New York Yankees    | 0               |  | 4 |                 | American League      | American League   | American League | 2 |                            |                            |                            |  |  |              |                |              |
|  | 5               | New York Yankees    | 0               |  | 2 | Houston Astros  | American League      | American League   | American League | 4 |                            |                            |                            |  |  |              |                |              |
|  |                 |                     |                 |  |   | Houston Astros  | 2                    | Houston Astros    | 3               | 4 |                            |                            |                            |  |  |              |                |              |
|  |                 |                     |                 |  |   |                 | 2                    | Houston Astros    | 3               |   |                            |                            |                            |  |  |              |                |              |
|  |                 |                     |                 |  |   | 3               | Chicago White Sox    | 1                 |                 |   |                            |                            |                            |  |  |              |                |              |
|  |                 |                     |                 |  |   |                 |                      |                   |                 |   |                            |                            |                            |  |  | AL2          | Houston Astros | 2            |
|  |                 |                     |                 |  |   |                 |                      | NL3               | Atlanta Braves  | 4 |                            |                            |                            |  |  |              |                |              |
|  |                 |                     |                 |  |   | 1               | San Francisco Giants | 2                 |                 |   |                            |                            |                            |  |  |              |                |              |
|  | 4               | L.A. Dodgers        | 1               |  |   | 4               | L.A. Dodgers         | 3                 |                 |   |                            |                            |                            |  |  |              |                |              |
|  | 4               | L.A. Dodgers        | 1               |  | 4 | 4               | L.A. Dodgers         | 3                 | L.A. Dodgers    | 2 |                            |                            |                            |  |  |              |                |              |
|  | 5               | St. Louis Cardinals | 0               |  | 4 |                 | National League      | National League   | National League | 2 |                            |                            |                            |  |  |              |                |              |
|  | 5               | St. Louis Cardinals | 0               |  | 3 | Atlanta Braves  | National League      | National League   | National League | 4 |                            |                            |                            |  |  |              |                |              |
|  |                 |                     |                 |  |   | Atlanta Braves  | 2                    | Milwaukee Brewers | 1               | 4 |                            |                            |                            |  |  |              |                |              |
|  |                 |                     |                 |  |   |                 | 2                    | Milwaukee Brewers | 1               |   |                            |                            |                            |  |  |              |                |              |
|  |                 |                     |                 |  |   | 3               | Atlanta Braves       | 3                 |                 |   |                            |                            |                            |  |  |              |                |              |

### NL Wild Card
| Boston 5 ottobre 2021, ore 20:07 (EST) | New York Yankees | 2 – 6 (0-2, 0-0, 0-1, 0-0, 0-0, 1-1, 0-2, 0-0, 1-x) referto | Boston Red Sox | Fenway Park (38 338 spett.) |
| 6 Valide 7 0 Errori 0 Vittoria (1-0) Nathan Eovaldi Gerrit Cole (0-1) Sconfitta Anthony Rizzo , Giancarlo Stanton Fuoricampo Xander Bogaerts , Kyle Schwarber |                  |                                                             |                |                             |
| |                  |                                                             |                |                             |
| 6 | Valide           | 7                                                           |                |                             |
| 0 | Errori           | 0                                                           |                |                             |
| | Vittoria         | (1-0) Nathan Eovaldi                                        |                |                             |
| Gerrit Cole (0-1) | Sconfitta        |                                                             |                |                             |
| Anthony Rizzo, Giancarlo Stanton | Fuoricampo       | Xander Bogaerts, Kyle Schwarber                             |                |                             |

### AL Wild Card
| Boston 6 ottobre 2021, ore 20:07 (EST)                                                                                    | St. Louis Cardinals | 1 – 3 (1-0, 0-0, 0-0, 0-1, 0-0, 0-0, 0-0, 0-0, 0-2) referto | L.A. Dodgers | Dodger Stadium (38 338 spett.) |
| 5 Valide 7 0 Errori 1 Vittoria (1-0) Kenley Jansen T.J. McFarland (0-1) Sconfitta Fuoricampo Justin Turner , Chris Taylor |                     |                                                             |              |                                |
| |                     |                                                             |              |                                |
| 5 | Valide              | 7                                                           |              |                                |
| 0 | Errori              | 1                                                           |              |                                |
| | Vittoria            | (1-0) Kenley Jansen                                         |              |                                |
| T.J. McFarland (0-1) | Sconfitta           |                                                             |              |                                |
| | Fuoricampo          | Justin Turner, Chris Taylor                                 |              |                                |

### Division Series
| Data                      | Ospiti         | Casa           | Punteggio |
| ------------------------- | -------------- | -------------- | --------- |
| 7 ottobre                 | Boston Red Sox | Tampa Bay Rays | 0-5       |
| 8 ottobre                 | Boston Red Sox | Tampa Bay Rays | 14-6      |
| 10 ottobre                | Tampa Bay Rays | Boston Red Sox | 4-6       |
| 11 ottobre                | Tampa Bay Rays | Boston Red Sox | 5-6       |
| Boston vince la serie 3-1 |                |                |           |

| Data                       | Ospiti            | Casa              | Punteggio |
| -------------------------- | ----------------- | ----------------- | --------- |
| 7 ottobre                  | Chicago White Sox | Houston Astros    | 1-6       |
| 8 ottobre                  | Chicago White Sox | Houston Astros    | 4-9       |
| 10 ottobre                 | Houston Astros    | Chicago White Sox | 6-12      |
| 12 ottobre                 | Houston Astros    | Chicago White Sox | 10-1      |
| Houston vince la serie 3-1 |                   |                   |           |

| Data                       | Ospiti            | Casa              | Punteggio |
| -------------------------- | ----------------- | ----------------- | --------- |
| 8 ottobre                  | Atlanta Braves    | Milwaukee Brewers | 1-2       |
| 9 ottobre                  | Atlanta Braves    | Milwaukee Brewers | 3-0       |
| 11 ottobre                 | Milwaukee Brewers | Atlanta Braves    | 0-3       |
| 12 ottobre                 | Milwaukee Brewers | Atlanta Braves    | 4-5       |
| Atlanta vince la serie 3-1 |                   |                   |           |

| Data                           | Ospiti               | Casa                 | Punteggio |
| ------------------------------ | -------------------- | -------------------- | --------- |
| 8 ottobre                      | Los Angeles Dodgers  | San Francisco Giants | 0-4       |
| 9 ottobre                      | Los Angeles Dodgers  | San Francisco Giants | 9-2       |
| 11 ottobre                     | San Francisco Giants | Los Angeles Dodgers  | 1-0       |
| 12 ottobre                     | San Francisco Giants | Los Angeles Dodgers  | 2-7       |
| 14 ottobre                     | Los Angeles Dodgers  | San Francisco Giants | 2-1       |
| Los Angeles vince la serie 3-2 |                      |                      |           |

### League Championship Series
| Data                       | Ospiti         | Casa           | Punteggio |
| -------------------------- | -------------- | -------------- | --------- |
| 15 ottobre                 | Boston Red Sox | Houston Astros | 4-5       |
| 16 ottobre                 | Boston Red Sox | Houston Astros | 9-5       |
| 18 ottobre                 | Houston Astros | Boston Red Sox | 3-12      |
| 19 ottobre                 | Houston Astros | Boston Red Sox | 9-2       |
| 20 ottobre                 | Houston Astros | Boston Red Sox | 9-1       |
| 22 ottobre                 | Boston Red Sox | Houston Astros | 0-5       |
| Houston vince la serie 4-2 |                |                |           |

| Data                       | Ospiti              | Casa                | Punteggio |
| -------------------------- | ------------------- | ------------------- | --------- |
| 16 ottobre                 | Los Angeles Dodgers | Atlanta Braves      | 2-3       |
| 17 ottobre                 | Los Angeles Dodgers | Atlanta Braves      | 4-5       |
| 19 ottobre                 | Atlanta Braves      | Los Angeles Dodgers | 5-6       |
| 20 ottobre                 | Atlanta Braves      | Los Angeles Dodgers | 9-2       |
| 21 ottobre                 | Atlanta Braves      | Los Angeles Dodgers | 2-11      |
| 23 ottobre                 | Los Angeles Dodgers | Atlanta Braves      | 2-4       |
| Atlante vince la serie 4-2 |                     |                     |           |

### World Series
| Data       | Ospiti         | Casa           | Punteggio |
| ---------- | -------------- | -------------- | --------- |
| 26 ottobre | Atlanta Braves | Houston Astros | 6-2       |
| 27 ottobre | Atlanta Braves | Houston Astros | 2-7       |
| 29 ottobre | Houston Astros | Atlanta Braves | 0-2       |
| 30 ottobre | Houston Astros | Atlanta Braves | 2-3       |
| 31 ottobre | Houston Astros | Atlanta Braves | 9-5       |
| 2 novembre | Atlanta Braves | Houston Astros | 7-0       |

#### ALCS MVP
- Yordan Álvarez

#### NLCS MVP
- Eddie Rosario

#### World Series MVP
- Jorge Soler

## Record individuali

### American League
| Stat. | Giocatore                                       | Tot. |
| ----- | ----------------------------------------------- | ---- |
| AVG   | Yuli Gurriel (HOU)                              | .319 |
| HR    | Vladimir Guerrero Jr. (TOR) Salvador Pérez (KC) | 48   |
| RBI   | Salvador Pérez (KC)                             | 121  |
| R     | Vladimir Guerrero Jr. (TOR)                     | 123  |
| H     | Bo Bichette (TOR)                               | 191  |
| SB    | Whit Merrifield (KC)                            | 40   |

| Stat | Giocatore           | Tot.  |
| ---- | ------------------- | ----- |
| W    | Gerrit Cole (NYY)   | 16    |
| L    | Cole Irvin (OAK)    | 15    |
| ERA  | Robbie Ray (TOR)    | 2.84  |
| K    | Robbie Ray (TOR)    | 248   |
| IP   | Robbie Ray (TOR)    | 193.1 |
| SV   | Liam Hendriks (CWS) | 38    |

### National League
| Stat | Giocatore               | Tot. |
| ---- | ----------------------- | ---- |
| AVG  | Trea Turner (WAS)/(LAD) | .328 |
| HR   | Fernando Tatís Jr. (SD) | 42   |
| RBI  | Adam Duvall (MIA)/(ATL) | 113  |
| R    | Freddie Freeman (ATL)   | 120  |
| H    | Trea Turner (WAS)/(LAD) | 195  |
| SB   | Trea Turner (WAS)/(LAD) | 32   |

| Stat | Giocatore                                | Tot.  |
| ---- | ---------------------------------------- | ----- |
| W    | Julio Urías (LAD)                        | 20    |
| L    | Luis Castillo (CIN) Patrick Corbin (WAS) | 16    |
| ERA  | Corbin Burnes (MIL)                      | 2.43  |
| K    | Zack Wheeler (PHI)                       | 247   |
| IP   | Zack Wheeler (PHI)                       | 213.1 |
| SV   | Mark Melancon (SD)                       | 39    |

## Premi

### Premi annuali

#### Guanto d'oro
| American League   | National League  | Posizione        |
| ----------------- | ---------------- | ---------------- |
| Dallas Keuchel    | Max Fried        | Lanciatore       |
| Sean Murphy       | Jacob Stallings  | Ricevitore       |
| Yuli Gurriel      | Paul Goldschmidt | Prima base       |
| Marcus Semien     | Tommy Edman      | Seconda base     |
| Matt Chapman      | Nolan Arenado    | Terza base       |
| Carlos Correa     | Brandon Crawford | Interbase        |
| Andrew Benintendi | Tyler O'Neill    | Esterno sinistro |
| Michael A. Taylor | Harrison Bader   | Esterno centro   |
| Joey Gallo        | Adam Duvall      | Esterno destro   |

#### Silver Slugger Award
| American League       | National League    | Posizione     |
| --------------------- | ------------------ | ------------- |
| Shōhei Ōtani          | Max Fried          | DH/Lanciatore |
| Salvador Pérez        | Buster Posey       | Ricevitore    |
| Vladimir Guerrero Jr. | Freddie Freeman    | Prima base    |
| Marcus Semien         | Ozzie Albies       | Seconda base  |
| Rafael Devers         | Austin Riley       | Terza base    |
| Xander Bogaerts       | Fernando Tatís Jr. | Interbase     |
| Teoscar Hernández     | Nick Castellanos   | Esterno       |
| Aaron Judge           | Bryce Harper       | Esterno       |
| Cedric Mullins        | Juan Soto          | Esterno       |

#### MVP
- American League: Shōhei Ōtani
- National League: Bryce Harper

#### Esordiente dell'anno
- American League: Randy Arozarena
- National League: Jonathan India

#### Cy Young Award
- American League: Robbie Ray
- National League: Corbin Burnes

#### Rilievo dell'anno
- American League: Liam Hendriks
- National League: Josh Hader

#### Allenatore dell'anno
- American League: Kevin Cash
- National League: Gabe Kapler

### Premi mensili e settimanali

#### Giocatori del mese
| Mese      | American League | National League    |
| --------- | --------------- | ------------------ |
| Aprile    | Byron Buxton    | Ronald Acuña Jr.   |
| Maggio    | Marcus Semien   | Fernando Tatís Jr. |
| Giugno    | Shōhei Ōtani    | Kyle Schwarber     |
| Luglio    | Shōhei Ōtani    | Joey Votto         |
| Agosto    | José Abreu      | C. J. Cron         |
| Settembre | Kyle Tucker     | Tyler O'Neill      |

#### Lanciatori del mese
| Mese      | American League | National League |
| --------- | --------------- | --------------- |
| Aprile    | Gerrit Cole     | Jacob deGrom    |
| Maggio    | Rich Hill       | Kevin Gausman   |
| Giugno    | Sean Manaea     | Jacob deGrom    |
| Luglio    | Jameson Taillon | Walker Buehler  |
| Agosto    | Robbie Ray      | Adam Wainwright |
| Settembre | Frankie Montas  | Max Fried       |

#### Esordienti del mese
| Mese      | American League  | National League |
| --------- | ---------------- | --------------- |
| Aprile    | Yermín Mercedes  | Trevor Rogers   |
| Maggio    | Adolis Garcia    | Trevor Rogers   |
| Giugno    | Ryan Mountcastle | Patrick Wisdom  |
| Luglio    | Eric Haase       | Jonathan India  |
| Agosto    | Bobby Dalbec     | Frank Schwindel |
| Settembre | Alek Manoah      | Frank Schwindel |

#### Giocatori della settimana
| Settimana          | American League       | National League  |
| ------------------ | --------------------- | ---------------- |
| 1-4 aprile         | Eric Hosmer           | Yermín Mercedes  |
| 5-11 aprile        | J.D. Martinez         | Joe Musgrove     |
| 12-18 aprile       | Carlos Rodón          | Ronald Acuña Jr. |
| 19-25 aprile       | Madison Bumgarner     | Adolis Garcia    |
| 19-25 aprile       | Fernando Tatís Jr.    | Adolis Garcia    |
| 26 aprile-2 maggio | Corey Kluber          | Kris Bryant      |
| 3-9 maggio         | John Means            | Wade Miley       |
| 10-16 maggio       | Aaron Judge           | Josh Fuentes     |
| 17-23 maggio       | Corey Kluber          | Austin Riley     |
| 17-23 maggio       | Spencer Turnbull      | Austin Riley     |
| 24-30 maggio       | José Abreu            | Brandon Woodruff |
| 31 maggio-6 giugno | Ryan Mountcastle      | Patrick Wisdom   |
| 7-13 giugno        | Max Stassi            | Starling Marte   |
| 14-20 giugno       | Shōhei Ōtani          | Kyle Schwarber   |
| 21-27 giugno       | Vladimir Guerrero Jr. | Jake Cronenworth |

| Settimana              | American League   | National League |
| ---------------------- | ----------------- | --------------- |
| 28 giugno-4 luglio     | Shōhei Ōtani      | Ozzie Albies    |
| 5-11 luglio            | David Fletcher    | A. J. Pollock   |
| 12-18 luglio           | Mitch Haniger     | Willy Adames    |
| 19-25 luglio           | Enrique Hernández | Chris Taylor    |
| 26 luglio-1º agosto    | George Springer   | Joey Votto      |
| 2-8 agosto             | George Springer   | C. J. Cron      |
| 9-15 agosto            | Teoscar Hernández | Tyler Gilbert   |
| 16-22 agosto           | Luke Voit         | Tyler Naquin    |
| 23-29 agosto           | Salvador Pérez    | Tommy Edman     |
| 30 agosto-5 settembre  | Robbie Ray        | Frank Schwindel |
| 6-12 settembre         | Andrew Benintendi | Max Scherzer    |
| 13-19 settembre        | José Ramírez      | Tyler O'Neill   |
| 20-26 settembre        | Giancarlo Stanton | Harrison Bader  |
| 27 settembre-3 ottobre | George Springer   | Trea Turner     |